# Olivslöjskivling
Olivslöjskivling (Hypholoma myosotis) är en svampart som först beskrevs av Elias Fries, och fick sitt nu gällande namn av M. Lange 1955. Olivslöjskivling ingår i släktet Hypholoma och familjen Strophariaceae.  Arten är reproducerande i Sverige. Inga underarter finns listade i Catalogue of Life.

## Källor

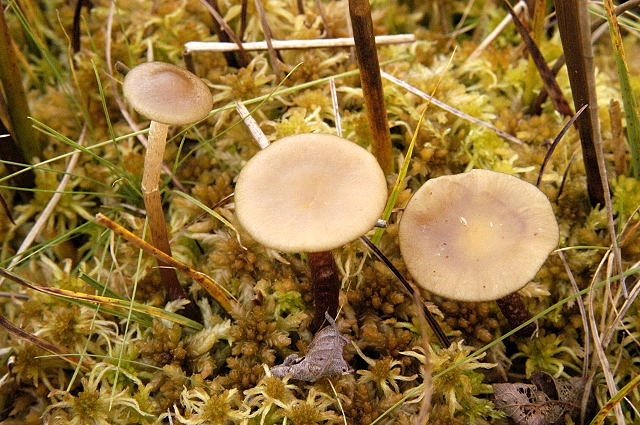
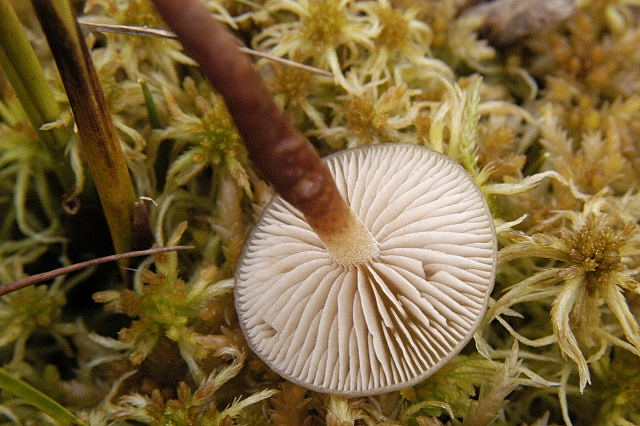